# Kluiverth Aguilar
Kluiverth Miguel Aguilar Díaz, noto semplicemente come Kluiverth Aguilar (Lima, 5 maggio 2003), è un calciatore peruviano, difensore del Lommel.

## Caratteristiche tecniche
È un terzino destro dotato di una buona tecnica di base abbinata a una notevole forza fisica nonostante la giovanissima età, questa caratteristica lo rende particolarmente resistente e riesce ad abbinare perfettamente velocità e resistenza con anche ottime capacità difensive, difficilmente perde un contrasto grazie alla sua forte personalità e al suo carattere combattivo e si dimostra completo perché è in possesso di un buon piede destro e un discreto tiro da fuori potente e molto preciso
Nel 2020, è stato inserito nella lista dei migliori sessanta calciatori nati nel 2003, stilata dal quotidiano inglese The Guardian.

## Carriera

### Club
Cresciuto nel settore giovanile dello Sporting Cristal, nel gennaio 2019 viene acquistato dall'Alianza Lima con cui debutta fra i professionisti giocando l'incontro di Liga 1 pareggiato 1-1 contro l'Alianza Univ.. Il 19 aprile 2020 firma un contratto con il Manchester City a partire dal maggio 2021.

### Nazionale
Nel 2023 ha partecipato al campionato sudamericano Under-20.

## Statistiche
Statistiche aggiornate al 30 novembre 2020.

### Presenze e reti nei club
| Stagione        | Squadra         | Campionato      | Campionato | Campionato | Coppe nazionali | Coppe nazionali | Coppe nazionali | Coppe continentali | Coppe continentali | Coppe continentali | Altre coppe | Altre coppe | Altre coppe | Totale | Totale | Totale |
| Stagione        | Squadra         | Comp            | Pres       | Reti       | Comp            | Pres            | Reti            | Comp               | Pres               | Reti               | Comp        | Pres        | Reti        | Pres   | Reti   |        |
| --------------- | --------------- | --------------- | ---------- | ---------- | --------------- | --------------- | --------------- | ------------------ | ------------------ | ------------------ | ----------- | ----------- | ----------- | ------ | ------ | ------ |
| 2019            | Alianza Lima    | L1              | 7          | 0          |                 | -               | -               |                    | -                  | -                  |             | -           | -           | 7      | 0      |        |
| 2020            | Alianza Lima    | L1              | 18         | 2          |                 | -               | -               | CL                 | 2                  | 0                  |             | -           | -           | 20     | 2      |        |
| Totale carriera | Totale carriera | Totale carriera | 25         | 2          |                 | -               | -               |                    | 2                  | 0                  |             | -           | -           | 27     | 2      |        |